# Seznam generalov Jugoslovanske ljudske armade
Seznam generalov Jugoslovanske ljudske armade.

## A
- Milan Ačić
- Blagoje Adžić
- Alojz Ahlin
- Milorad Ajnšpiler
- Lado Ambrožič-Novljan
- Jovan Andrić
- Milenko Anđelić
- Vicko Antić
- Josip Antolović
- Milivoje Antonijević
- Milan Antončić
- Milan Arsenijević
- Borko Arsenić
- Života Avramović
- Jaka Avšič

## B
- Josip Babin (general)
- Aco Babić
- Petar Babić
- Radomir Babić
- Berislav Badurina
- Dušan Baić
- Vlado Bajić
- Filip Bajković
- Ahmet Bajrović
- Vladimir Bakarić
- Vladimir Bakarić (pilot)
- Aleksandar Bakić
- Mitar Bakić
- Đuro Bakrač
- Đuka Balenović
- Branislav Barjaktarević
- Petar Basta
- Makso Baće
- Aleš Bebler
- Vlajko Begović
- Dragomir Benčič
- Jože Berce
- Josip Berkopec
- Stevan Bikić
- Vojislav Biljanović
- Mate Bilobrk
- Ante Biočić
- Stanko Bjelajac
- Mihajlo Blažević
- Slava Blažević
- Janko Bobetko
- Peko Bogdan
- Gedeon Bogdanović
- Jovan Bogdanović
- Uroš Bogunović
- Đordo Bonačić
- Bude Bosnić
- Milan Bosnić
- Vasilije Bošković
- Nikola Božanić
- Ivan Božič (general)
- Borislav Božović
- Božo Božović
- Luka Božović
- Radomir Božović
- Petar Brajović (generalmajor)
- Petar Brajović (generalpodpolkovnik)
- Niko Bratanić
- Mane Breka
- Srđan Brujić
- Viktor Bubanj
- Rade Bulat
- Veko Bulatović
- Mirko Bulović (general)
- Mirko Burić
- Savo Burić
- Mihael Butara

## C
- Andrej Cetinski
- Miloš Crnobrnja
- Drago Crnogorac
- Viktor Cvelbar

## Č
- Marijan Čad
- Jovan Čakalo
- Idriz Čejvan
- Savo Čelebić
- Hasan Četić
- Rodoljub Čolaković

## Ć
- Mile Ćalović
- Enver Ćemalović
- Dušan Ćorković
- Dane Ćuić
- Ljubiša Ćurgus

## D
- Milan Daljević
- Danilo Damjanović
- ing. Adolf Dančević
- Peko Dapčević
- Martin Dasović
- Andreja Deak
- Aleksa Demnievski
- Abaz Deronja
- Dragoljub Dinić
- Mujo Dizdar
- Ivan Dolničar
- Stjepan Domankušić
- Dušan Dotlić
- Dušan Dozet
- Mićo Došenović
- Đorđe Dragić
- Nenad Drakulić
- Petar Drapšin
- Savo Drljević
- Branko Dude
- Momčilo Dugalić
- Đuro Dulić
- Vojislav Dulić
- Ekrem Durić

## Dž
- Ahmed Džubo

## Đ
- Dragutin Đorđević (general)
- Josif Đorđević
- Drago Đukanović
- Ilija Đuknić
- Ljubodrag Đurić
- Blažo Đuričić
- Boško Đuričković
- Jovan Đurović
- Milinko Đurović

## E
- Radomir Erceg

## F
- Džemal Fejzo
- Muharem Fetahagić
- Sulejman Filipović
- Mile Filipovski

## G
- Mihajlo Gavrilović (general)
- Nikola Gažević
- Milivoj Gluhak
- Vojislav Gojković
- Ivan Gošnjak
- Dragan Granić
- Petar Gračanin
- Krajimir Grbović
- Rade Grmuša
- Nikola Grubor
- Periša Grujić

## H
- Franjo Herljević
- Ahmet Hodžić
- Asim Hodžić
- Većeslav Holjevac
- Mesud Hotić
- Rudolf Hribernik
- Josip Hrnčević
- Dušan Hrstić

## I
- Ljubo Ilić
- Pavle Ilić
- Stevo Ilić
- Franc Inkret
- Miladin Ivanović
- Đoko Ivanović
- Šime Ivas
- Miloš Ivošević

## J
- Ivan Jakič
- Josip Jakič
- Fikret Jakić
- Radovan Jakić
- Jože Jakomin
- Pavle Jakšić
- Vlado Janić
- Blažo Janković
- Milorad Janković
- Stanko Jelačin
- Branko Jerkič
- Miroslav Jerkič
- Ignatije Joka
- Milan Joka
- Savo Joksimović
- Branislav Joksović
- Đoko Jovanić
- Aleksandar Jovanović (general)
- Arso Jovanović
- Blažo Jovanović
- Bogdan Jovanović
- Božidar Jovanović
- Ilija Jovanović
- Jefta Jovanović
- Mirko Jovanović
- Radivoje Jovanović
- Radmilo Jovanović
- Vaso Jovanović
- Đorđe Jovanović (general)
- Đuro Jovanović
- Radoslav Jović
- Niko Jovićević
- Georgije Jovičić
- Vojislav Jovović
- Zvonimir Jurjević

## K
- Rahmija Kadenić
- Veljko Kadijević
- Nikola Kajić
- Vladimir Kalezić
- Jovo Kapičić
- Vasko Karangeleski
- Nikola Karanović
- Savo Kesar
- Slobodan Kezunović
- Milo Kilibarda
- Đuro Kladarin
- Franz Kleinhappel
- Petar Kleut
- Vjekoslav Klišanić
- Franjo Knebl
- Milan Knežević
- Radovan Knežević
- Velimir Knežević
- Lado Kocijan
- Rudi Kodrič
- Frano Kofler
- Vekoslav Kolb
- Konrad Kolšek
- Milisav Koljenšić
- Vlado Koljenšić
- Mićo Kolundžija
- Antun Kolundžić
- Danilo Komnenović
- Dušan Korać
- Ilija Kostić
- Metodije Kotevski
- Blažo Kovačević
- Milan Kovačević (general)
- Veljko Kovačević
- Vojo Kovačević
- Đuran Kovačević
- Boris Kraigher
- Ivan Krajačić
- Ivan Kralj
- Marijan F. Kranjc
- Herbert Kraus
- Božidar Kraut
- Otmar Kreačić
- Tomislav Kronja
- Vicko Krstulović
- Uroš Krunić
- Milan Kukić
- Uroš Kukolj
- Ivan Kukoč
- Hajrudin Kulenović
- Ismet Kulenović
- Milan Kuprešanin
- Stjepan Kučiš
- Dušan Kveder
- Milutin Kukanjac

## L
- Milan Lah
- Pero Lalović
- Božo Lazarević
- Danilo Lekić
- Nikola Lekić
- Moni Levi
- Karel Levičnik
- Nikola Ljubibratić
- Branko Ljubić
- Nikola Ljubičić
- Radoje Ljubičić
- Petar Ljuština
- Ivan Lokovšek
- Blažo Lompar
- Đuro Lončarević
- Jovo Lončarić
- Vladimir Lončarić
- Relja Lukić (general)
- Anton Lukežić

## M
- Petar Maljković
- Jože Malnarič
- Bogdan Mamula
- Gligorije Mandić
- Miloš Manojlović
- Srećko Manola
- Stevo Maoduš
- Đorđe Maran
- Mladen Marin
- Veljko Marinović
- Tone Marinček
- Mikan Marjanović
- Moma Marković
- Ratko Martinović
- Karel Marčič
- Božidar Maslarić
- Vladimir Matetić
- Petar Matić
- Đuro Matić
- Mirko Matković
- Cvijo Mazalica
- Ivan Maček
- Peter Mendaš
- Jože Merlak
- Aleksandar Mezić
- Đura Mešterović
- Kiril Mihajlovski
- Cvijetin Mijatović
- Simo Mikašinović
- Veljko Miladinović
- Rade Milanović
- Milorad Milatović
- Dobrosav Milenković
- Ivica Miličević
- Savo Miljanović
- Milančić Miljević
- Stojan Milković
- Miloje Milojević (general)
- Tihomir Miloševski
- Ivan Milutinović
- Miloš Minić
- Mitar Minić
- Jovan Mitić
- Veljko Mićunović
- Vukašin Mićunović
- Vladimir Mišica
- Ivan Mišković
- Mladen Marin
- Ratko Mladić
- Angel Mojsovski
- Milutin Morača
- Karlo Mrazović
- Dušan Mugoša
- Ilija Mugoša
- Rudolf Musi
- Zufer Musić
- Džemal Muminagić
- Žarko Milićević

## N
- Stanko Naletilić
- Kosta Nađ
- Radisav Nedeljković
- Radojica Nenezić
- Vojin Nikolić
- Živojin Nikolić
- Gojko Nikoliš
- Mirko Novović
- Jovo Ninković
- Špiro Niković

## O
- Branko Obradović
- Miloš Obradović
- Vuk Obradović
- Milenko Okiljević
- Hamdija Omanović
- Stevo Opsenica
- Bogdan Oreščanin
- Savo Orović
- Jože Ožbolt
- Svetozar Oro

## P
- Dragan Pajić
- Miloš Pajković
- Ljubivoje Pajović
- Života Panić
- Milojica Pantelić
- Isidor Papo
- Roza Papo
- Jovo Pavić
- Mile Pavičić
- Milan Pavlović
- Rade Pavlović
- Rado Pehaček
- Nikola Peinović
- Milutin Pejanović
- Jovan Pejković
- Andrija Pejović
- Dušan Pekić
- Pavle Pekić
- Slobodan Penezić
- Ratko Perić
- Marko Peričin
- Branko Perović
- Puniša Perović
- Dane Petkovski
- Rudi Petovar
- Miha Petrič
- Dragoljub Petrović
- Dragoslav Petrović
- Dušan Petrović
- Radovan Petrović
- Nikola Pećanac
- Moša Pijade
- Teufik Pletilić
- Boro Pockov
- Franc Poglajen
- Đurađ Pokrajac
- Bojan Polak
- Krsto Popivoda
- Branko Popović
- Jevrem Popović
- Konstantin Koča Popović
- Milentije Popović
- Nikola Popović
- Tomica Popović
- Vojin Popović (general)
- Vujadin Popović
- Stane Potočar
- Đurađ Predojević
- Rudolf Primorac
- Nikola Prodanović
- Dako Puač
- Đuro Pucar
- Sakib Pozderac
- Asim Pervan
- Savo Popović

## R
- Ilija Radaković
- Vojislav Radić
- Velimir Radičević
- Svetozar Radojević
- Dragoman Radojičić
- Dobrivoje Radosavljević
- Dragutin Radović
- Ratko Radović
- Lazo Radošević
- Nikola Radošević
- Milorad Radulović
- Milisav Raičević
- Dragan Rakić
- Aleksandar Ranković
- Marko Rapo
- Stevo Rauš
- Zlatko Rendulić
- Miroslav Ristić
- Slavko Rodić
- Vladimir Rolović
- Marijan Rožič
- Ivan Rukavina
- Beno Ruso
- Živko Rodić
- Josip Rukavina
- Andrija Rašeta

## S
- Đuro Salaj
- Stanko Ervin Salcberger
- Edo Santini
- Ante Sardelić
- Sreta Savić
- Janko Sekirnik
- Radoje Sekulić
- Milan Simović
- Joža Skočilić
- Vasilije Smajević
- Vladimir Smirnov (1899-1985)
- Ratko Sofijanić
- Sava Sogić
- Stojadin Soldatović
- Marko Srdić
- Petar Stambolić
- Miloš Stanimirović
- Živko Stanisavljević
- Dragutin Stanić
- Milija Stanišić
- Đuro Stanković
- Vladimir Stanojević
- Peter Stante
- Svetislav Stefanović (politik)
- Stjepan Steiner
- Blagoje Stevkovski
- Ivan Stipaničić
- Petar Stipetić
- Dragutin Stojaković
- Svetislav Stojanović
- Velimir Stojnić
- Zarija Stojović
- Žika Stojšić
- Bogdan Stupar
- Vukašin Subotić
- Andrija Silić

## Š
- Milan Šakić
- Džemil Šarac
- Tihomir Šareski
- Jefto Šašić
- Vlado Šegrt
- Jože Šeme
- Božidar Ševo
- Ivan Šibl
- Boško Šiljegović
- Miloš Šiljegović
- Zarije Škerović
- Dragoljub Škondrić
- Josip Škorpik
- Boško Škrbović
- Vido Šoškić
- Martin Špegelj
- Jovan Štokovac
- Pavel Šuc
- Miloš Šumonja
- Janko Šušnjar
- Vladimir Šćekić

## T
- Rajko Tanasković
- Branko Tanjga
- Milan Tankosić
- Joco Tarabić
- Franc Tavčar
- Velimir Terzić
- Mijalko Todorović
- Vojin Todorović
- Vojo Todorović
- Petar Tomac
- Fabijan Trgo
- Bogdan Trgovčević
- Savo Trikić
- Mirko Turić
- Franjo Tuđman
- Mirko Tomić
- Anton Tus

## U
- Zdenko Ulepič
- Sredoje Uroševićbo
- Jagoš Uskoković
- Cvetko Uzunovski
- Nikola Uzelac

## V
- Aleksandar Vasiljević
- Jovan Veselinov
- Lazo Vidović
- Nikola Vidović (general)
- Žarko Vidović (general)
- Dušan Vignjević
- Svetozar Višnjić (1927-1999)
- Veljko Vlahović
- Dušan Vlaisavljević
- Vladimir Vlaisavljević
- Aleksandar Vojinović (general)
- Mihajlo Vojnović
- Petar Vojnović
- Dimitrije Vojvodić
- Gajo Vojvodić
- Radovan Vojvodić
- Mirko Vranić (JLA)
- Dimitrije Vrbica
- Todor Vujasinović
- Zarko Vujasinovic
- Dušan Vujatović
- Bogdan Vujnović
- Milovan Vujović
- Mitar Vujović
- Ratko Vujović
- Bogdan Vujošević
- Radovan Vukanović
- Dušan Vukasović
- Savo Vukelić
- Đoko Vukićević
- Svetozar Vukmanović
- Radomir Vukosavović
- Aleksandar Vukotić
- Jovan Vukotić
- Branko Vuković
- Milan Vuković
- Bruno Vuletić
- Marko Vuletić
- Ljubo Vučković
- Miloš Vučković

## Z
- Ciril Zabret
- Miloš Zekić
- Veljko Zeković
- Milan Zelenika
- Tone Zgonc
- Žarko Zgonjanin
- Milovan Zorc
- Milan Zorić
- Rade Zorić
- Alojzij Zupanc (generalmajor)
- Anton Zupančič (general)
- Viktor Zupančič

## Ž
- Aljoša Žanko
- Božo Žarković
- Grujica Žarković
- Milan Žeželj
- Vojislav Živanović (1920-)
- Živko Živković (general)
- Alojz Žokalj
- Stojan Žugić